# Barclay Izzard
Barclay Izzard (30 de junio de 1998) es un deportista británico que compite en triatlón.
Ganó una medalla de bronce en el Campeonato Mundial por Relevos Mixtos de 2020 y una medalla de plata en los Juegos Europeos de Cracovia 2023, en la prueba de relevo mixto. Además, obtuvo una medalla de plata en el Campeonato Europeo de Triatlón de Velocidad de 2022

## Palmarés internacional
| Campeonato Mundial por Relevos Mixtos | Campeonato Mundial por Relevos Mixtos | Campeonato Mundial por Relevos Mixtos | Campeonato Mundial por Relevos Mixtos |
| Año                                   | Lugar                                 | Medalla                               | Prueba                                |
| ------------------------------------- | ------------------------------------- | ------------------------------------- | ------------------------------------- |
| 2020                                  | Hamburgo (Alemania)                   | Medalla de bronce                     | Relevo mixto                          |
| Juegos Europeos                       |                                       |                                       |                                       |
| Año                                   | Lugar                                 | Medalla                               | Prueba                                |
| 2023                                  | Cracovia (Polonia)                    | Medalla de plata                      | Relevo mixto                          |

| Campeonato Europeo | Campeonato Europeo | Campeonato Europeo | Campeonato Europeo |
| Año                | Lugar              | Medalla            | Prueba             |
| ------------------ | ------------------ | ------------------ | ------------------ |
| 2022               | Olsztyn (Polonia)  | Medalla de plata   | Individual         |